# Alessio Tendi
Alessio Tendi (Firenze, 27 giugno 1953) è un ex calciatore italiano, di ruolo difensore.

## Carriera
Cresciuto nella Fiorentina, con cui raggiunge nel 1972 la finale di Coppa Mitropa, viene poi ceduto nello stesso anno ai corregionali del Livorno.
Successivamente gioca nel Bari e nel Grosseto, prima di tornare a Firenze nel campionato di Serie A 1975-1976, debuttando in massima categoria il 28 marzo 1976, in occasione del pareggio 2-2 a Roma; nella stessa stagione partecipa al trionfo viola nella Coppa di Lega Italo-Inglese.
Rimane con i gigliati fino all'estate 1981, quando, dopo aver disputato 128 partite e segnato 2 reti in Serie A (di cui una con un tiro da 30 metri contro la Juventus), viene ceduto al Como e successivamente alla Pistoiese.
In carriera ha totalizzato complessivamente 149 presenze e 2 reti in Serie A e 79 presenze in Serie B.

## Palmarès

### Competizioni internazionali
- Coppa di Lega Italo-Inglese: 1

Fiorentina: 1975